# José Antonio Estefan Garfias
José Antonio Estefan Garfías (Santo Domingo Tehuantepec, Oaxaca; 16 de septiembre de 1954) es un político oaxaqueño, dos veces diputado federal (LVII legislatura y LXIII legislatura) por el V Distrito Electoral Federal de Oaxaca con cabecera en Santo Domingo Tehuantepec por mayoría relativa. Ha desempeñado cargos en la administración pública tanto de Oaxaca como a nivel nacional. En las elecciones a gobernador de Oaxaca del 2016 fue el candidato de la coalición CREO (Con Rumbo y Estabilidad por Oaxaca) conformado por el PAN y el PRD.

## Reseña biográfica

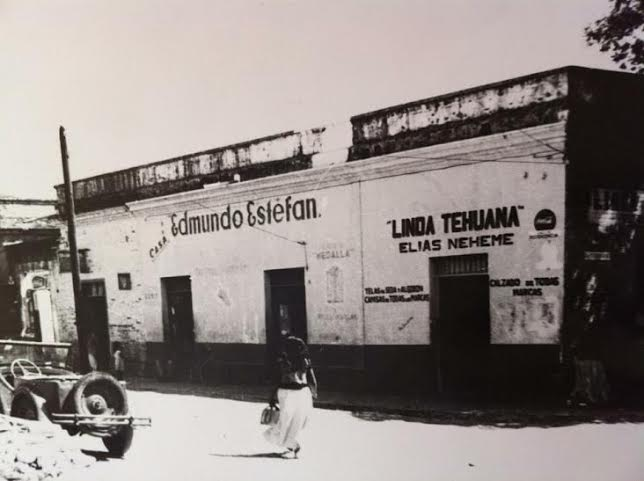
Tienda de Don Edmundo Estefan Nehme 1950

### Antecedentes
Su padre Don Edmundo Estefan Nehme, inmigrante libanés de la región de Deir el Qamar, se estableció en Santo Domingo Tehuantepec en el año de 1926. Su madre, Doña Lucía Garfias Ortiz, era proveniente de una familia con más de 400 años de historia en el Istmo de Tehuantepec. Juntos fueron pilares en su educación y formación. 
Es el octavo de once hermanos, y pasó sus primeros años en el municipio de Santo Domingo Tehuantepec donde cursó la mayor parte de sus estudios básicos. 
Desde muy joven se le inculcó la cultura del esfuerzo dado que su familia se dedicó a distintos negocios, dentro de los cuales contaban con tiendas de telas y artículos para el hogar, dentro y fuera del mercado de Tehuantepec, siendo la compra y venta de ajonjolí la principal actividad empresarial de la familia hasta la década de los años 70 donde dos años continuos de malas cosechas los obligaron a vender las tiendas y mudarse a la ciudad de México, donde continuó con sus estudios de nivel superior.
Tras acabar la carrera en Economía, regresó a ejercer distintos puestos dentro del Gobierno del Estado de Oaxaca, para después dar paso a una etapa dentro de la administración pública federal. Es diputado federal electo por el V Distrito Electoral Federal de Oaxaca con cabecera en Santo Domingo Tehuantepec por el PRD, y fue candidato en el 2016 por la Coalición "Con Rumbo y Estabilidad por Oaxaca CREO", por el PAN y el PRD. Está casado y tiene dos hijos.

## Educación
Realizó sus estudios (primaria a bachillerato) en escuelas del Istmo de Tehuantepec. Es Licenciado en Economía egresado de la Universidad Nacional Autónoma de México (UNAM).
- Primaria: Instituto Motolinía. Tehuantepec, Oaxaca. 1960- 1965
- Secundaria: Escuela Secundaria Federal “Miguel Hidalgo”. Tehuantepec, Oaxaca. 1966-1968
- Preparatoria: Escuela Preparatoria Federal del Istmo. Salina Cruz, Oaxaca. 1968-1970.
- Profesional: Facultad de Economía. UNAM México D.F. 1973-1977. 
  - Tesis Profesional: “Diagnostico Socioeconómico del Estado de Oaxaca, evaluación de las limitantes de su desarrollo económico”

## Actividad profesional

### Gobierno del Estado de Oaxaca
Se ha desempeñado como Secretario de Vialidad y Transporte, Secretario de Administración, Secretario General de Gobierno, Secretario de Finanzas y Coordinador General de Proyectos Estratégicos.
- Secretario de Finanzas: Diciembre 1992 – Diciembre 1993.
- Secretario General de Gobierno: Diciembre 1993 – Febrero 1996.
- Secretario de Administración: Junio 2007 – Marzo 2010.
- Coordinador General de Proyectos Estratégicos: Diciembre 2010 – Enero 2012.
- Secretario de Vialidad y Transporte: Marzo 2012 – Noviembre 2014.

### Gobierno Federal
Ha ocupado los cargos de Delegado Estatal y Regional del IMSS, Delegado Federal de la Secretaría de Pesca, Director General de Administración de Pesquerías de la Secretaría de Pesca y Director de área de la Secretaría de Programación y Presupuesto, además de otros cargos en NAFIN, la Secretaría del Trabajo, y la Secretaría de Agricultura y Recursos Hidráulicos.
- Secretaria de Agricultura y recursos Hidráulicos: Analista 1974 – 1977.
- Secretaria del Trabajo y Previsión Social: Subjefe del Departamento de Desarrollo Regional 1977 – 1978.
- Nacional Financiera, S.A:
  - Asesor de la Dirección General de Programación Estatal y Rural 1978 – 1979
  - Subjefe de Líneas Globales de Crédito 1979 – 1981
- Secretaria de Programación y Presupuesto: 
  - Subdirector de Programación y Presupuesto de la Industria Paraestatal Pesquera 1984 – 1985
  - Dirección General de Programación y Presupuesto de Desarrollo Rural e Integral 1988.
- Productos Pesqueros de Salina Cruz: Gerente General 1985 – 1987.
- Secretaria de Pesca: 
  - Delegado Federal de Pesca 1987
  - Dirección General de Pesquerías 1989 – 1991.
- Instituto Mexicano del Seguro Social: 
  - Delegado Estatal del Estado de Puebla. 2000 – 2002
  - Delegado Regional Estado de México Poniente. 2002 – 2004
  - Delegado Sur del Distrito Federal. 2005 – 2007.

### Congreso de la Unión
Diputado Federal por Oaxaca en la LVII Legislatura, fue Coordinador de la Diputación del Estado y Presidente de la Comisión de Pesca. Actualmente es Diputado Federal en la LXIII Legislatura.
- Diputado Federal por el Estado de Oaxaca. LVII Legislatura. Distrito Electoral V. 1997 – 2000.
  - Coordinador de la diputación por el Estado de Oaxaca.
  - Presidente de la Comisión de Pesca de la H. Cámara de Diputados.
- Diputado Federal por el Estado de Oaxaca. LXIII Legislatura. Distrito Electoral V. 2015 – 2018.
  - Secretario de la Comisión de Presupuesto y Cuenta Pública de la H. Cámara de Diputados.

## Publicaciones
- “La pesca en México”. Ensayo. “La economía Mexicana Evaluación y Perspectiva” Ensayo sobre la Modernidad Nacional. Coordinador Manuel Cavazos. Editorial Diana, 1989.

- Datos: Q21036194